# ریورویو (اوتاوا)
ریورویو، اوتاوا (انگلیسی: Riverview, Ottawa) محله ای در اتاوا، انتاریو، کانادا است. این شهر در جنوب شرقی مرکز شهر در مجاورت رود ریدو واقع شده‌است، محل آن هم نامش است. جمعیت سرشماری سال ۲۰۲۱ ریورویو ۱۳۱۱۳ نفر بود.